# 滬光國際
滬光國際上海發展投資有限公司(港交所：0770)是香港封閉式基金管理集團，業投資公司以協助非中國國籍人士投資於已在中國設立或在中國有重要業務之公司、或與中國有業務往來之公司及其他機構。於1993年11月23日在港交所主板上市。
也是第二家以美元報價上市公司。

## 報錯告
由於滬光國際交投減少，在2000年8月8日在《香港經濟日報》報章通告內，派發中期息連特別股息3美元，因此股價急漲至20美元以上，但由於要澄清消息，股價急降至4美元。直至徘徊2至4美元至今。

## 連結
- shanghaigrowth.etnet.com.hk （页面存档备份，存于）